# Lakhish (conseil régional)
Le conseil régional de Lakhish, en hébreu : מועצה אזורית לכיש, est situé autour de l'ancienne ville de Lakish et de la nouvelle ville de Kiryat Gat, dans le district sud, en Israël. Fondé en 1956, sa population s'élève, en 2016, à 10 953 habitants.

## Liste des communautés
- Ahuzam (en)
- Amatzia (en)
- Bnei Dekalim (en)
- Eliav (en)
- Lakhish (en)
- Menuha (en)
- Nir Hen (en)
- Nehora (en)
- Neta (en)
- Noga (en)
- Otzem (en)
- Sde David
- Sde Moshe (en)
- Shahar (en)
- Shekef
- Tlamim (en)
- Yad Natan (en)
- Zohar (en)

## Source de la traduction
- (en) Cet article est partiellement ou en totalité issu de l’article de Wikipédia en anglais intitulé « Lakhish Regional Council » (voir la liste des auteurs).